# ورزشگاه مکرون
ورزشگاه مکرون (به انگلیسی: Macron Stadium) محل ورزشگاه خانگی باشگاه فوتبال بولتون واندررز در لیگ برتر فوتبال انگلستان با گنجایش ۲۸٬۷۲۳ نفر و هتل چهارستاره دی‌ور وایتس (به انگلیسی: De Vere Whites)
‏ در شهر هورویچ است. این ورزشگاه همچنین محل برگزاری کنسرت نیز هست.